# 都築あこ
都築 あこ （つづき あこ、1980年1月16日 - ）は、日本のタレント、元レースクイーン。
愛知県名古屋市出身。NTB所属。

## 人物・来歴
- 2001年、当時同じ事務所だった吉岡美穂やインリンらとマリオレーシングギャルを務め、2002年にFABULOUSレースクィーンとして活躍した後、「美神の踝」や「水着少女」（共にテレビ東京）といった深夜バラエティ番組に出演。そこで「おつカニ!」（お疲れさまとカニの語呂合わせ）や「こんにチクワ」（こんにちわとチクワの語呂合わせ。手を筒状に丸め、望遠鏡のようにして覗き込むポーズをする）といったダジャレで人気を博す。
- 2006年より、日本レジャーチャンネルの競艇女子リーグ特集番組「NADESHIKO」のパーソナリティとして出演。女子リーグの主力選手である横西奏恵、永井聖美、金田幸子らとは特に親しい間柄となっている。特に永井とは同じ愛知県出身で年代も近いこともあり、仲が良い。
- 最近では女子選手の心を掴むアーチ役として、JLC企画のさまざまな番組で活躍中。
- 「が～るずトーク」では最後のジェンガでガチャコーンと崩すのはお約束である。
- 2009年8月より、競艇関係の仕事については荻野滋夫の主宰する株式会社アンドアイの所属となっていたが、その後、NTBに移籍し現在に至る。

## 出演番組
- 美神の踝（2002年・テレビ東京）
- 水着少女（2004年・テレビ東京）
- ハイパーナイト・ドミホ（2004年～2005年・CBCラジオ）
- 白黒アンジャッシュ（2005年～2006年・チバテレビ）
- NADESHIKO（2006年～2007年・日本レジャーチャンネル）
- 「こんにちくわdeおつかにさま」（2008年～2009年・日本レジャーチャンネル）
- 「が～るずトーク」(日本レジャーチャンネル)
- 競艇の時間ですヨ!（MONDO21）
- マーサトイチョイミュージック（岐阜放送ラジオ（ぎふチャン））
- 都築あこの「にゃんにゃんホリデー」（2014年2月2日・岐阜放送ラジオ（ぎふチャン））

## 映画
- 「ゴジラ×モスラ×メカゴジラ　東京SOS」（2003年、東宝） - 分析中隊通信士Ｂ[2]

## DVD
- FLOWER LABEL （2004年8月・ディープラネット）
- TO BE CONTINUED （2005年7月・i-cf）